# Chiretolpis zebrina
Chiretolpis zebrina là một loài bướm đêm thuộc phân họ Arctiinae, họ Erebidae.